# جامع التقوى (بغداد)
جامع التقوى هو جامع يقع في جانب الكرخ من مدينة بغداد في حي العدل. شيد المسجد في عام 1992م، على نفقة أبناء المنطقة. ,تبلغ مساحته الكلية (2000م2) ومساحة الحرم (700م2) ويستوعب لحوالي (700 مصلِّ)

## بناء المسجد
- الحرم: مستطيل الشكل مساحته (28م × 25م) تقريباً مبني من الطابوق ويرتفع السقف حوالي خمسة أمتار، وقد زينت جدرانه بالآيات القرآنية من الداخل.
- المنارة: منارته مثمنة الأضلاع، يبلغ طولها (40م)، وقطرها (3م)، مبنية من الطابوق
- المنبر: فيه منبر للخطابة مصنوع من الخشب الصاج.
- المحفل: فيه محفل لقارئ القرآن مصنوع من الخشب الصاج أيضاً.
- المكتبة: توجد فيه بعض الرفوف التي وضعت عليها كتب متفرقة،
- أخرى: للمسجد منزل ملحق بهِ موقوف لمن يتولى الإمامة والخطابة فيه، وعدد من الغرف لإدارة المسجد، وحدائق جميلة خضراء.

## نشاطات المسجد
- إقامة دورات تحفيظ القران في العطلة المدرسية الصيفية، حيث يخرج المسجد قرابة (30 طالب وطالبة) كل عام من مختلف الأعمار، يتم تحفيظهم أجزاء من كتاب الله، بالإضافة إلى بعض الأمور الفقهية والآداب الإسلامية.
- إقامة خطبة الجمعة والعيدين.
- الاحتفاء بالمناسبات الإسلامية كالعيدين، واستقبال رمضان وإقامة صلاة التراويح وإفطار الصائمين فيه،.... الخ.
- تقديم المساعدات المادية والاغاثية للعوائل الفقيرة والمتعففة.

## العقبات التي واجهت المسجد
- عدد المصلين قبل الاحتلال: يبلغ عدد المصلين في صلاة الجمعة حوالي (100 مصلِّ) وفي الفروض اليومية بين (15 ـ 25 مصلِّ).
- عدد المصلين ألان: يبلغ عدد المصلين الآن في صلاة الجمعة حوالي (100 مصلِّ) وفي الفروض اليومية بين (7 ـ 15 مصلِّ).
- وضع المسجد ألان: مفتوح وتقام فيهِ الصلاة.
- من شهداء المسجد: تعرض الحارسان محمد المشهداني وإبراهيم المشهداني إلى الاغتيال.